# جینا جین
جینا جین (哈斯单؛ زادهٔ ۵ سپتامبر ۱۹۹۰) بازیگر اهل چین است. وی از سال ۲۰۱۱ میلادی تاکنون مشغول فعالیت بوده است.